# Дэйвис, Джерент Вин
Джерент Вин Дэйвис (англ. ; род. 20 апреля 1957, Суонси, Уэльс, Великобритания) — американо-канадский актёр и режиссёр валлийского происхождения. Наиболее известен по роли Ника Найта в телесериале «Рыцарь навсегда».

## Биография
Вин Дэйвис родился в Уэльсе в семье христианского проповедника. Раннее детство будущего актёра прошло в небольшом городке Хаверфордуэст, в 7 лет он вместе с семьёй переехал в Канаду, где посещал Колледж Аппер Канада в Торонто. В 12 лет участвовал в школьной постановке, основанной на новелле Уильяма Голдинга «Повелитель мух». Некоторое время изучал экономику в Университете Западного Онтарио, который вскоре покинул, чтобы стать актёром. В 1976 переезжает в Квебек.

## Карьера

### Актёр
В 1976, возрасте 19 лет, Вин Дэйвис играет в театре. Через некоторое время он получает роль в «Гамлете», за которую получает премию «Тони» как лучший актёр. Затем выступал на Стратфордском шекспировском театральном фестивале.
В 1977 дебютирует в кино, в фильме «Deadly Harvest». В 80-х активно снимается в сериалах, а в 1987 сыграл роль майора Майка Риверса в первом сезоне телесериала «Воздушный волк».
В 1992 Джерент Вин Дэйвис получает одну из своих самых известных ролей — бессмертного вампира-полицейского Ника Найта в культовом телесериале «Рыцарь навсегда». Сериал имел большой успех и длился на протяжении 4 сезонов на канале CBS, после чего его закрыли в 1998. За эту роль Вин Дэйвис был дважды номинирован на «Джемини». Известно также, что именно он придумал название для сериала.
В 2002 выходят два фильма-сиквела с участием актёра — «Куб 2: Гиперкуб» и «Американский психопат 2». В обоих он играет центральную роль.
В 2004, в Вашингтоне, играл одну из главных ролей в пьесе «Сирано де Бержерак».

### Режиссёр
В 90-х стал режиссёром нескольких эпизодов сериалов «Рыцарь навсегда» и «Чёрная бухта».
В 2017 намечается выход боевика «Седьмой уровень» (англ. Level Seven), режиссёром которого назначен Джерент Вин Дэйвис. Съёмки начались в августе 2016.

## Личная жизнь
В 1985 женился на художнице Алане Гвинн (англ. Alana Guinn), через год у пары родился сын Гален, а в 1988 — дочь Пайпер. В 2006 актёр развёлся с Гвинн и некоторое время встречался с американской актрисой Клэр Лотье, которая младше его на 12 лет. В августе 2011 они поженились.

## Фильмография

### Актёр
- 1983 — Маленький бродяга / The Littlest Hobo — Адам Коултер (2 эпизода)
- 1987 — Воздушный волк / Airwolf — майор Майк Риверс (1 сезон, 24 эпизода)
- 1989 — Альфред Хичкок представляет / Alfred Hitchcock Presents — Пол Стеббинс (1 эпизод)
- 1990—1991 — Дракула: Сериал / Dracula: The Series — Клаус Хельсинг (5 эпизодов)
- 1992 — Ужас на встрече выпускников / Terror Stalks the Class Reunion — Тони Ковальски
- 1992—1996 — Рыцарь навсегда / Forever Knight — детектив Николас «Ник» Найт (1-4 сезон, 70 эпизодов)
- 1993 — Горец / Highlander — Майкл Мур (1 эпизод)
- 1995 — Заговор страха / The Conspiracy of Fear — Страйкер
- 1996 — За гранью возможного / The Outer Limits — шериф Грэйди Маркхэм (1 эпизод)
- 2000 — Один из голливудской десятки / One of the Hollywood Ten — Майкл Уилсон
- 2002 — Американский психопат 2 / American Psycho II: All American Girl — доктор Эрик Дэниелс
- 2002 — Куб 2: Гиперкуб / Cube 2: Hypercube — Саймон Грэйди
- 2004 — Беглый дом / Some Things That Stay — мистер Мёрфи
- 2006 — 24 часа / 24 — Джеймс Натансон (6 эпизодов)
- 2007—2008 — Регенезис / ReGenesis — Карл Риддлмайер (18 эпизодов)
- 2008 — Расследования Мердока / Murdoch Mysteries — Артур Конан Дойль (3 эпизода)

### Озвучивание
- 2006 — Eragon — Хротгар (голос)

## Факты
- 13 июня 2006 получил гражданство США.
- Близкий друг актёра Колма Фиори.
- Озвучил две аудиокниги: Great American Suspense: Five Unabridged Classics и Great Classic Hauntings: Six Unabridged Stories.